# جون رانكين روجرز
جون رانكين روجرز (بالإنجليزية: John Rankin Rogers)‏ هو سياسي أمريكي، ولد في 4 سبتمبر 1838 في برونزويك في الولايات المتحدة، وتوفي في 26 ديسمبر 1901 في واشنطن في الولايات المتحدة بسبب ذات الرئة. نشط حزبياً في حزب الشعب والحزب الديمقراطي. وقد انتخب حاكم واشنطن ‏ (11 يناير 1897 – 26 ديسمبر 1901) وانتخب عضو مجلس نواب واشنطن.